# Thomas Wils
Thomas Wils (Vosselaar, 24 april 1990) is een Belgisch profvoetballer die uitkomt voor KFC Turnhout. Hij is de jongere broer van voormalig profvoetballer Stef Wils.

## Carrière
Wils begon te voetballen bij KVV Vosselaar. Op tienjarige leeftijd sloot hij zich aan bij K. Lierse SK, waar hij gedurende zeven seizoenen de jeugdreeksen doorliep. In mei 2007 ging hij over naar Westerlo. Daar speelde hij het eerste seizoen bij de U-19 en het tweede seizoen werd hij titularis bij de beloften. In juni 2009 haalde Lierse zijn jeugdproduct terug en kreeg Wils zijn eerste kansen in het A-elftal.
Na de promotie van Lierse naar de Jupiler Pro League, werd hij in juli 2010 uitgeleend aan KV Turnhout. Een jaar later keerde hij terug naar Lierse, waar hij een vaste waarde werd op het middenveld. Aan het begin van het seizoen 2015/16 maakte hij samen met zijn broer Stef Wils de overstap naar het Hongaarse Szombathelyi Haladás. Een jaar later keerde hij wederom terug naar Lierse. Sinds het faillissement van K. Lierse SK in mei 2018 is Wils overgestapt naar Lierse Kempenzonen.

## Statistieken
| seizoen | club                 | land               | competitie             | wedstr. | doelp. |
| ------- | -------------------- | ------------------ | ---------------------- | ------- | ------ |
| 2009/10 | K. Lierse SK         | Vlag van België    | Exqi League            | 7       | 0      |
| 2010/11 | → KV Turnhout        | Vlag van België    | Exqi League            | 35      | 0      |
| 2011/12 | K. Lierse SK         | Vlag van België    | Jupiler Pro League     | 30      | 0      |
| 2012/13 | K. Lierse SK         | Vlag van België    | Jupiler Pro League     | 34      | 0      |
| 2013/14 | K. Lierse SK         | Vlag van België    | Jupiler Pro League     | 29      | 0      |
| 2014/15 | K. Lierse SK         | Vlag van België    | Jupiler Pro League     | 16      | 0      |
| 2015/16 | Szombathelyi Haladás | Vlag van Hongarije | Magyar Labdarúgó Liga  | 28      | 1      |
| 2016/17 | K. Lierse SK         | Vlag van België    | Proximus League        | 28      | 0      |
| 2017/18 | K. Lierse SK         | Vlag van België    | Proximus League        | 31      | 0      |
| 2018/19 | Lierse Kempenzonen   | Vlag van België    | Eerste klasse amateurs | 34      | 1      |
| 2019/20 | Lierse Kempenzonen   | Vlag van België    | Eerste klasse amateurs | 13      | 0      |
| 2020/21 | KFC Turnhout         | Vlag van België    | Derde afdeling         |         |        |
| 2021/22 | KFC Turnhout         | Vlag van België    | Derde afdeling         |         |        |
| 2022/23 | KFC Turnhout         | Vlag van België    | Tweede afdeling        |         |        |
| Totaal  | Totaal               | Totaal             | Totaal                 | 285     | 2      |